# Léxico del catalán

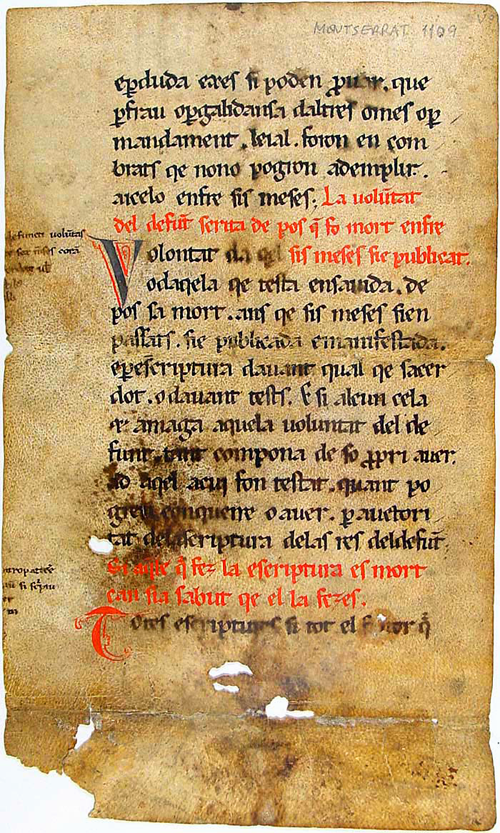
Fragmento del Liber Iudiciorum, compilación de derecho visigodo considerada como el primer documento escrito en lengua catalana, hacia finales del siglo XII.

El catalán es una lengua romance descendiente del latín vulgar que hablaban los romanos que se establecieron en Hispania durante la Edad Antigua.
En este artículo se exponen algunos de los diatopismos o vocablos endémicos que como geosinónimos son empleados en cada una de las regiones de habla catalana. En general, se podría afirmar que el catalán es bastante homogéneo porque tiene una gran parte de dialectos consecutivos (Cataluña, las Islas Baleares y la Comunidad Valenciana). Buena parte de las diferencias dialectales del idioma se produjeron a partir del siglo XVII, y se acentuaron en los siglos XIX y XX, e incluso todavía hoy se acrecientan, debido sobre todo a la existencia de dinámicas divergentes. Así, por ejemplo, en la mayoría del catalán central se desconoce el sentido original del verbo 'escurar' (es decir, limpiar un recipiente) y en valenciano y en las Tierras del Ebro se emplea para "limpiar la vajilla con jabón, agua y estropajo", aunque continúan vivos sentidos metafóricos como "limpiar el bolsillo"; en catalán occidental, en general, y en valenciano, en particular, se emplea roig, pero en el habla alicantina se emplea vermell; en valenciano septentrional se dice "vui" (anterior a "avui" en la historia de la lengua) y avui, y actualmente todavía se  dice "pataca" y no "creïlla" como en el resto del valenciano. Muchas de las palabras tenidas por geosinónimos no lo son originalmente o no lo son para muchos hablantes (sobre todo los de hablas conservadoras: baleares y valencianos): arena / sorra y granera / escombra (el valenciano hace la distinción entre la granera, 'escoba', destinada a los usos domésticos, y la escombra del horno).

## Diferencias léxicas
Nótese que hay casos en valenciano diferentes al resto del catalán: llevar - traure, agranar - escombrar, eixir - sortir.
| Balear/central        | Valenciano                                         |
| --------------------- | -------------------------------------------------- |
| anyell, xai           | corder                                             |
| avui                  | hui/vui/avui                                       |
| mató, recuit, brossat | brossat, brull                                     |
| cargol, carbassa...   | caragol, carabassa...                              |
| espelma               | ciri, candela, canela                              |
| esquitxar             | esguitar, esquitar, estufar                        |
| ajupir-se             | aponar-se, emponnar-se, ajumponar-se, agimponar-se |
| guineu, guilla        | rabosa                                             |
| mirall                | espill                                             |
| nina                  | xiqueta                                            |
| pagès                 | llaurador                                          |
| patata                | creïlla/craïlla/queraïlla/pataca                   |
| rentar                | llavar                                             |
| treure (llevar)       | traure (treure), llevar                            |
| esbandir              | rentar                                             |
| tarda (horabaixa)     | vesprada                                           |
| vuit                  | huit/vuit                                          |
| sortir                | eixir                                              |

## Geosinónimos valencianos – catalán oriental central
- aladroc / seitó, alfarrassar / avaluar, aliacà – aliacrà / fel sobreeixit, bolet / perboc, arreüssar – tresllindar (Banyeres) / endreçar, cuscanelles – cosquerelles – cossinogues (el Maestrat) – cassònigues (Vinaròs) – sorelles / pessigolles...

- Locuciones: a la dula / a lloure, a estall – a destall / a escarada – a preu fet, a hora horada / a última hora – a misses dites – a deshora, a tiri i baldiri / a tort i a dret, atifell – artifell – catifell – tifell – gatifell / atuell – estri; xicalla – micalla (Alcoy) – requitalla (Ontinyent) / quitxalla – mainada – canalla...

- De diferente origen etimológico: balastrada (Otos) – animalada – rucada / bestiesa, butoni – babu – butaroni – catxou – cucaroni – moroti – mumo – papo – saginer o saginero (Vall Albaida) – greixer o greixero (Horta de València, Vall Albaida) / papu; embeulat - emberjolat – enxorlat / embadalit – embabaiat – embadalit, de colp a repent – de colp i barrada – de colp i tamborinada – d’escopetada – de volta volum / de cop i volta, enviar a l’ample – enviar a pastar fang – enviar allà a on brama la cavalla o la tonyina / engegar a dida...

- vocablos como: escondir (Otos) – combatar (Agullent) – discundir – enromar – ensalinar – repinyar / comptar (en un joc de xiquets); vitet – visolet (Agres, Muro) – viró (Callosa d’en Sarrià) – cornet (Ibi) – coralet (la Plana de Castelló) – coentet (Benissa) – pesteta (el Maestrat) – ditet (Alcoy) / bitxo – pebrina, gatxull – catxull – gaixull / llotim, vidriola – gerigola (Callosa d’en Sarrià) / guardiola – lladriola (este viu també encara en el Camp de Morvedre).

- Léxico localizado en ciertas zonas o localidades, por ejemplo: sorier o soriero (Castellón de la Plana) - baciner – dotor – furó - furoner / manefla; maruanet – planeta – estorí – aventador / ventafocs; merita – judia – nyivit / fredeluga; salar – fer fugina – fer campana – fer fotja / fer safrà...

- Léxico restringido a determinados ámbitos locales, como en los casos de: cap / macedònia, pelis – amargor / fredorada, iseta – endreça – maldat – malesa / entremaliadura, o roget ‘varietat de bajoca’, ferribusterri – ponedora - cendrellosa - unflabous - fartabous - gatamoro - fumisterris - fel de la terra - mataconills / fumària – fumdeterra

- Juegos como: el joliblau o la gallineta cega

- ganzolada / sotragada, pol / quitrà o cucarró ‘petita aglomeració de brutícia i cèl·lules epidèrmiques mortes que es forma en fregar la pell', ensé que, segons manera, encara com o mas que - encara que - més que / encara que – malgrat que – més que, balafiar / dilapidar, baratar / canviar, batafaluga / anís,  endenyar / infectar, enfitar / empatxar, etc.

## Arabismos del valenciano
En la Gramàtica valenciana de Manuel Sanchis Guarner, se propone que
«tras cinco siglos de islamismo, durante los cuales el Mediterráneo fue un mar propiamente arábigo, hubo intensas repercusiones lingüísticas. Se cambió la fonética de muchas palabras y se  introdujeron bastantes nuevas, sirviendo la aljamía de los mozárabes de intermediaria para llevar arabismos al romance y para llevar latinismos al árabe.» Y enumera a continuación como palabras arábigas nombres de animales («alacrà, farnaca, fardatxo, farda, saboga, samaruc, aladroc, xaputa»), de plantas («abellota, albardí, albercoc, albergina, alfàbega, alfals, alficòs, almoraduix, arròs, atzavara, bacora, carabassa, carxofa, cascall, cotó, encanària, espinacs, dacsa, garrofa, gesmil, llima, taronja, sucre, safanòria, safrà, sorolla, séver, tramús, xalefa, xara, xirivia»), de términos agrícolas y de canalización («séquia, assut, assarb, sénia, nòria, caduf, aljub, safareig»), de edificios y términos de construcción («alquería, almagatzem, almàssera, alforí, algorfa, sitja, almodí, drassana, algeps, rajola, atovó, gassó, sanefa, albelló, alcavó, alcova, ràfel, jàssena, raval»), de vajilla y otros términos del entorno doméstico («gerra, aixeta, safa, marraixa (bidó), sitra, setrill, marrassà, maruà, tassa, catifa, flassada, matalaf/matalap, tabac, sofà»), de la indumentaria («jaca, samarra, jupetí/jopetí, gipó, saragüells, arracades, sarró, taleca, barxa»), de la milicia («almirall, adalil, alferes, almogàver, alardo, talaia, tabal, ronda»), de medidas («fanecada, taülla, cafís, almud, arrova, quintar, quirat, alfarrassar»), entre otras diversas ramas del vocabulario."

## Diferencias fonéticas
| catalán central                 | valenciano                                                                              |
| ------------------------------- | --------------------------------------------------------------------------------------- |
| anglès, francès...              | anglés, francés...                                                                      |
| arrencar, nedar, xerrar...      | arrancar, nadar, xarrar...                                                              |
| càntir                          | cànter                                                                                  |
| cementiri                       | cementeri (sept.)                                                                       |
| cua                             | coa (bal.), cua                                                                         |
| cop, pop...                     | colp, polp...                                                                           |
| altre                           | atre*                                                                                   |
| dipòsit                         | depòsit (bal.)                                                                          |
| fonoll, rostoll, ronyó, rodó... | fenoll (eiv., alg. Tortosa, sept.), restoll (eiv., alg. Tortosa, sept.), renyó, redó... |
| feina                           | faena (sept. fena)                                                                      |
| llagosta                        | llangosta                                                                               |
| néixer                          | nàixer                                                                                  |
| treure                          | traure (treure)/llevar                                                                  |

Si a partir de un par de rasgos fonéticos se pueden distinguir dos grandes bloques dialectales catalanes, el occidental y el oriental, hay muy pocas palabras que tengan una área coincidente en ambos bloques. Así ocurre en las siguientes: espill, paloma, roig, en el occidental, y mirall, papallona, vermell, en el oriental. Esta falta de correspondencia indica la gran unidad del léxico catalán medieval, en el momento de la expansión del catalán por el Reino de Valencia, y que la actual diferenciación en todo el idioma es de fecha posterior.
Se puede decir, pues, que como en todos los idiomas cada palabra tiene su propia área. Muchas palabras tienen un ámbito inferior al de un dialecto y a menudo cubren una parte de un dialecto y una parte de otro, o una parte de uno y todo del otro u otros. En este sentido, podemos ver cómo la diversidad intradialectal refuerza a menudo la idea de unidad, puesto que encontramos dentro de un dialecto formas de alcance reducido o secundarias, que son las formas más extendidas de otro dialecto.
Por ejemplo:
| Tabla comparativa de los nombres del fruto tomàquet entre diversas variantes | |
| tomata                                                                       | catalán noroccidental, septentrional, catalán septentrional de transición, parte del valenciano y catalán central (/tumátə/ en catalán oriental, y /tomáta/, /tomátɛ/ en occidental) |
| tomaca                                                                       | parte del catalán central, parte del noroccidental, parte del valenciano (/tumákə/ en catalán oriental y /tomáka/ o /tomákɛ/ en occidental)                                          |
| tomàquet                                                                     | parte del catalán central (/tumákət/) |
| tomàtiga                                                                     | mallorquín (/tomátigə/ en Palma de Mallorca, /tumátigə/ en Sóller, /tomátiсə/ en Manacor)                                                                                            |
| domàtiga                                                                     | mallorquín (/domátigə/) |
| tomàtic                                                                      | menorquín (/tumátic/) |

(Fuente: Diccionari Català-Valencià-Balear)
Asimismo, una palabra puede existir en otro dialecto con una acepción diferente, como por ejemplo:
- fesol = mongeta o bien fesol (Menorca) = pèsol (Mallorca e Ibiza. También aquí se dice xítxero, pitxo y estiragassó. El nombre mallorquín fesol designa la especie Vigna unguiculata syn. Dolichos Melanophthalmus. En catalán continental: fesolí m, fesolet m, banyolí m, caragirat m; Menorca: guixó m.
- aixeta = grifó (probable castellanismo), canella (Alto Urgell, Pla de Lleida, Fraga, Tamarit, Ribera de Ebro) y (ai)xeta = pica, aixeta de fusta

Las áreas de uso de un geosinónimo actual han cambiado con el tiempo. Como ejemplo, los nombres espill, gat, aixeta..., en la Edad Media y parte de la Edad Moderna eran usados en Mallorca con los mismos valores que en el catalán continental, aunque más tarde, en el caso de aixeta, tomó otros valores. Esta variación en un área de un nombre es el resultado de la competencia entre nuevos sinónimos procedentes de la innovación léxica por el empleo de metáforas, metonimias; por interferencias lingüísticas de otras lenguas (buscar/cercar); por la especialización del significado como consecuencia de la aparición de nuevos términos (neologismos) o por la diferente adaptación de vocablos de otros idiomas (tomata..., blat de moro).
Algunas parejas de geosinónimos están formadas por una palabra de origen latino y otra de origen árabe o arabismo y sus áreas corresponden a las del dialecto constitutivo o dialecto consecutivo, quizá como substrato árabe del catalán: alfals/userda, alficòs/cogombre (alficòs no es un cogombre, 'pepino'). En valencino actual cogombre se alterna con el castellanismo 'pepino', probablemente por la sustitución absoluta de la variedad autóctona. También se dice colombro en Valencia y combombro en Xàbia. Otros vulgarismos son cogombro, codombro o codomgro.
Por otra parte, la separación entre geosinónimos no es absoluta porque en un mismo dialecto pueden convivir dos sinónimos, con preponderancia de uno. Por ejemplo, en el sur de la Comunidad Valenciana se distingue entre la safanòria (la tradicional, de color morado) y la carlota / carrota  (galicismo).
Algunas palabras pueden haber conservado su sentido original en uno o más dialectos o haber tomado otro, lo que genera falsos amigos incluso en la misma lengua: por ejemplo, en rossellonés se emplea bordegàs por 'bastard', noi, a por 'gitano', minyona por 'noia' (la minyona es la 'criada'; el vocablo minyó se ha conservado también en Alguer), jove por xicota, promesa, parella (fuera del catalán central, la jove es la nora), marxar por 'caminar' (como en occitano y en francés, y no 'partir'). En algunos casos un primer cambio en el significado de la palabra en un lugar concreto puede provocar cambios simétricos en el conjunto del campo semántico. Por ejemplo, la desaparición de la palabra llavar en las hablas orientales (por confusión con 'llevar') provocó el desplazamiento semántico de rentar, y como consecuencia de esbandir, etc. El valenciano mantiene mayoritariamente los significados clásicos.
Así, esta tabla comparativa de geosinónimos catalanes es una simplificación del área de cada palabra.

## Tabla comparativa de geosinónimos catalanes
| Central                           | Valenciano                                                  | Balear                                          | Noroccidental                                             | Rosellonés                                                                           |
| --------------------------------- | ----------------------------------------------------------- | ----------------------------------------------- | --------------------------------------------------------- | ------------------------------------------------------------------------------------ |
| agafar                            | agarrar / agafar                                            | agafar                                          | agafar / agarrar                                          | agafar                                                                               |
| maduixa                           | "fresa" , fraula                                            | fraula                                          | fraula, fraga                                             | maduixa / fresard                                                                    |
| llevar-se                         | alçar-se                                                    | aixecar-se                                      | aixecar-se                                                | aixecar-se / alçar-se / llevar-se                                                    |
| esmorzar                          | desdejunar-se                                               | berenar / esmorzar                              | esmorzar                                                  | esmorzar                                                                             |
| esquitxar / escatxir / escatxigar | esguitar, esquitar, escarritar, estufar                     | esguitar, esquitxar, esquitar, esbrufar, brufar | escatxillar, escatxigar, escarritxar, escatxicar, estufar | esquitxar, resquitllar, gisclar, esquitxonar                                         |
| berenar                           | berenar                                                     | fer sa bereneta- berenar                        | berenar                                                   | espertinar, fer l'espertina, l'espertineta                                           |
| dolent                            | roí(n)                                                      | dolent / roí(n)                                 | dolent                                                    | dolent                                                                               |
| avui                              | hui/vui/avui                                                | avui                                            | avui                                                      | avui                                                                                 |
| mongeta                           | fesol/tabella/bajoca/mongeta                                | mongeta                                         | mongeta / tabella / fesol / bajoca                        | monja / granet                                                                       |
| matalàs                           | matalap / matalaf / matalàs                                 | matalàs                                         | matalàs / matalap                                         | matalàs                                                                              |
| somiar                            | somiar / ensomiar                                           | somiar                                          | somiar / ensomiar                                         | somiar                                                                               |
| sortir                            | eixir / sortir                                              | sortir                                          | sortir                                                    | sàller-sallir / eixir / sortir                                                       |
| cop de puny                       | punyada                                                     | cop de puny / punyada                           | cop de puny / punyada                                     | cop de puny                                                                          |
| buscar                            | buscar                                                      | cercar                                          | buscar / recossirar                                       | cercar / querre                                                                      |
| mandra                            | peresa / perea / gossera / malagana                         | peresa                                          | peresa / perea                                            | goda / canya / ganarra                                                               |
| gandul, mandrós                   | peresós / pereós / gos                                      | peresós                                         | peresós / pereós                                          | mandrós, esquenadret, gamarro, ganarra, ganarrós                                     |
| gat                               | gat                                                         | moix / gat                                      | gat                                                       | gat                                                                                  |
| borratxo, pet, pitof, gat, begut  | borratxo, bufat, empetat                                    | gat / moix, xot, borratxo                       | borratxo / gat                                            | gat / borratxo / xucaaixetes / purgamost                                             |
| got                               | got                                                         | tassó                                           | got                                                       | got / veire                                                                          |
| gos                               | gos                                                         | ca - cus                                        | gos                                                       | ca / gos                                                                             |
| diners                            | diners                                                      | diners, doblers                                 | diners                                                    | sous / diners                                                                        |
| sorra                             | arena                                                       | arena                                           | arena                                                     | sorra                                                                                |
| verola                            | pigota vera                                                 | pigota                                          | pigota                                                    | picota                                                                               |
| varicel•la/verola borda           | pigota borda/volandera/pigota cristal·lina                  | pigota borda, volatge                           | varicel•la/pigota                                         | picota                                                                               |
| xarampió                          | pallola / rosa / sarampió                                   | pallola, rosa                                   | sarampió                                                  | xarampió, xarimpiu                                                                   |
| rubèola / rosa                    | rosa                                                        | roseola / rubèola / rosa                        | rosa / rubèola                                            | rujola                                                                               |
| escombra                          | granera / escombrall / ramàs o raspall                      | granera                                         | granera/ escampa                                          | escombra / raspall / engranera                                                       |
| barrejar                          | mesclar, barrejar                                           | mesclar                                         | barrejar / mesclar                                        | barrejar                                                                             |
| jove                              | nora                                                        | nora                                            | nora                                                      | nora                                                                                 |
| esbandir / aclarir / esclarir     | rentar / aclarir /esclarir / repassar / esbandir            | rabejar / repassar / aclarir                    | repassar / esbandir                                       | esclarir / rabejar                                                                   |
| rentar                            | llavar                                                      | rentar                                          | rentar                                                    | rentar                                                                               |
| eixugar/torcar                    | torcar                                                      | torcar / fregar                                 | fregar/torcar                                             | eixugar                                                                              |
| rentar els plats                  | escurar                                                     | escurar, fer s'escurada                         | fregar els plats / escurar                                | fer l'aigüerada, fer la fregarada, fregar l'einam                                    |
| calces, pantalons                 | calçons                                                     | calçons                                         | calçons                                                   | calces, pantalons                                                                    |
| mitges                            | calces                                                      | calces                                          | mitges / calces                                           | calces                                                                               |
| mitjons                           | calcetins                                                   | calcetins                                       | mitjons / calcetins                                       | mitges / calces                                                                      |
| calçotets                         | calçotets/calçons/calçoncillos                              | calçons blancs/calçoncillos / calçons de davall | calçotets                                                 | calçons / calçots                                                                    |
| calces, calcetes                  | bragues                                                     | bragues /calçons /calçons de davall             | calces / bragues                                          | calces                                                                               |
| trucar                            | tocar                                                       | tocar                                           | trucar                                                    | trucar / tustar                                                                      |
| Telefonar: trucar / picar, tocar  | tocar, cridar, picar                                        | cridar, picar, tocar                            | cridar, telefonar / picar                                 | telefonar, cridar                                                                    |
| mirall                            | espill                                                      | mirall                                          | espill                                                    | mirall                                                                               |
| llombrígol/melic                  | melic                                                       | llombrígol                                      | melic                                                     | llombrígol                                                                           |
| papallona                         | paloma/palometa                                             | papallona                                       | paloma / voliana                                          | parpallol / parpanyol-parpinyol                                                      |
| vermell                           | roig/vermell                                                | vermell                                         | roig / roi                                                | roig                                                                                 |
| amanida                           | ensalada                                                    | enciam                                          | amanida / ensalada                                        | enciam                                                                               |
| capsa                             | caixa                                                       | capsa                                           | capsa                                                     | capsa                                                                                |
| d'hora (dejorn)                   | matí, prompte                                               | prest / prompte                                 | d'hora / lleu / prompte                                   | d'hora 'lleu'                                                                        |
| relliscar                         | esvarar/esllissar, llissar, esllisar, rellissar, resquillar | llenegar / resquillar                           | llissar / rellissar, esllissar, esllisar                  | llisar / resquillar                                                                  |
| paleta                            | obrer (/de vila o de cases)                                 | picapedrer                                      | paleta                                                    | peirer (el DCVB atesta l'ús de Mestre de cases en tot el domini lingüístic)          |
| maó                               | rajola, rajol, atovó, tovó; quadró                          | tova / maó ; misó per a fer voravies / rajoló   | tova / tovot / rajol; quadró                              | cairó / maó, maons totxos o gruixuts; maó mitjà                                      |
| totxo, totxana                    | rajola/rajol/atovó/bric/brica/totxo                         | totxo, bloquet, totxana / *ladrillo / rajoló    | totxo                                                     | viola / totxana / totxo                                                              |
| rajola                            | taulell, manisa / maniseta                                  | rajola                                          | rajola                                                    | ??                                                                                   |
| tarda                             | vesprada, poqueta nit, tardet, tarde                        | horabaixa, capvespre                            | tarde / bocafoscant                                       | tarda                                                                                |
| petó                              | bes / besada                                                | besada                                          | bes / potxó / besada                                      | potó                                                                                 |
| nen, nena                         | xiquet, xiqueta                                             | nin, nina                                       | xiquet, xiqueta                                           | nin, nina / mainatge / pallago / petit, petita / gojat, gojata                       |
| noi                               | xic/xicon/xicot                                             | al·lot                                          | xic / xicot                                               | minyó                                                                                |
| toro                              | bou                                                         | brau, toro                                      | bou / toro                                                | toro, taure / bou                                                                    |
| xai                               | corder                                                      | xot - anyell - be                               | corder                                                    | xai, anyell (1 any)                                                                  |
| estel, cometa, grua               | catxirulo, milotxa, cometa                                  | miloca, estel                                   | estel, cometa, grua, bacallà                              | passavolant                                                                          |
| llimona                           | llima / llimó                                               | llimona                                         | llimó / llima                                             | llimona                                                                              |
| esglaó / graó                     | escaló                                                      | escaló                                          | escaló                                                    | esgraó / escaló                                                                      |
| galleda                           | poal/poval                                                  | poal                                            | galleta / ferrada, ferrat / poal i poval                  | ferrada / poal                                                                       |
| aixeta                            | aixeta                                                      | aixeta-grifó                                    | canella / xeta / aixeta                                   | (ai)xeta                                                                             |
| bombolla (d'aigua)                | bambolla / bufa-bufeta / barralet-barrilet                  | bambolla-bombolla-bimbola / bimbolla / bufoga   | bambolla                                                  | bombolla / baldufa-bolduf(l)a / botolla -botella / bufa (d'aigua) / bola (d'aigua)   |
| butllofa / veixiga / bombolla     | bombolla / bufa                                             | bòfega / bòfia / bolla / bola / bufeta / bufoga | ballòfia / batllofa / bambolla                            | baldufa / bolduf(l)a / boldolla / botolla-botella, bufa, bombolla, veixiga, butllofa |
| càntir /gerra                     | cànter                                                      | gerra , ancolla                                 | cànter / càntir / càncer                                  | càntir                                                                               |
| càntir / poal                     | botija / botijó / canterella / marraixa                     | baldraca / botilla / cànter                     | selló / barral / canterella / càntir / pitxell / poal     | càntir /poal                                                                         |
| rec                               | séquia                                                      | síquia                                          | secla / séquia                                            | rec, rega                                                                            |
| joguina                           | joguet / juguet                                             | jugueta                                         | joguet                                                    | joguet                                                                               |
| xisclar                           | cridar / xillar                                             | giscar / cridar                                 | gisclar / cridar                                          | gisclar - guiscar                                                                    |
| ocell-aucell                      | pardal / ocell / moixó                                      | ocell                                           | moixó                                                     | ocell-aucell                                                                         |
| pardal                            | (pardal) teuladí, teulat                                    | (pardal) teulader                               | pardal                                                    | pardal                                                                               |
| blat de moro / moresc             | dacsa / panís                                               | blat de les índies- blat de moro                | blat de moro / panís / milloc                             | blat dindi, blat indi / mill / milloc / blat de moro                                 |
| gall dindi / indiot               | titot / tito / indià / polit                                | indiot                                          | indiot / tito / titot                                     | pioc                                                                                 |